# 영국-네덜란드 전쟁
영국-네덜란드 전쟁(영어: Anglo-Dutch Wars, 네덜란드어: Engels-Nederlandse Oorlogen 혹은 Engelse Zeeoorlogen)은 17세기 후반에 있어서의 영국과 네덜란드 양국간의 3차에 걸친 전쟁과 18세기 말엽의 1차례 일어났던 전쟁이다. 한자어로 영란 전쟁(英蘭戰爭)이라고 부르기도 한다.
17세기 초, 영국과 네덜란드 두 나라는 가톨릭 국가인 스페인과 포르투갈 세력에 협력 관계에 있었다. 그러나 네덜란드 동인도 회사의 실력이 잉글랜드 동인도 회사를 능가했고, 1623년의 암보이나 사건을 계기로 잉글랜드는 동남아시아와 동아시아에서 철수할 수밖에 없는 처지가 되었다. 향신료 무역을 독점한 네덜란드는 아시아의 부가 유입되었고, 잉글랜드에서는 네덜란드에 대한 반감이 높아졌다.
전쟁은 해전이 중심을 이뤘으며, 양쪽 모두 상대방의 본토를 침공하지는 않고 모두 어중간한 결과로 끝났다. 영국은 3차에 걸쳐 네덜란드와 개전을 통해 네덜란드 수출에 큰 타격을 주었다. 그러나 역설적이게도 1688년 명예혁명에 의해 한때 적대적이었던 네덜란드의 군주 빌렘 3세를 잉글랜드 왕 윌리엄 3세로 맞이하게 된다.
18세기에 행해진 제4차 영국-네덜란드 전쟁으로 네덜란드의 국력은 피폐해졌고, 해상 교역의 우위를 잃었다. 맥밀란 국제 지역 연구 센터 소장을 맡았던 스티븐 핀커스와 같은 많은 저명한 역사학자들은 이 전쟁을 17세기의 일련의 전쟁과 원인이 다르기 때문에 함께 분류하지 않는 편이 좋다고 주장하고 있다.
일부 사학자들은 영국과 바타비아 공화국의 전쟁과 나폴레옹 시대의 홀란드 왕국과의 전쟁을 각각 제5차, 제6차 영국-네덜란드 전쟁이라고 부르고 있다.

## 배경
카톨릭 합스부르크 왕조와 개신교 국가들 사이의 종교 전쟁을 하는 동안 잉글랜드와 네덜란드 모두가 이 유럽의 광범위한 갈등에 외교적으로 직접 관여했다. 동시에, 양국은 장거리 탐사 항해에 착수했다. 중세 후기와 르네상스 시기에는 잉글랜드나 플랑드르, 네덜란드의 어느 지역도 베니스, 제노아, 포르투갈, 카스티야 또는 아라곤과 같은 상거래 주도 국가와 동등한 유럽 해상 동맹국이 아니었다. 대항해시대가 도래함에 따라 네덜란드와 영국은 중상주의와 수세기동안 어업과 섬유 및 발트해 무역으로 수세기 간의 교류에 의해 영향을 받았으며 신세계에서 이익을 추구하려는 유혹을 받았다.

### 네덜란드 공화국
1600년대 초, 네덜란드는 가톨릭 합스부르크가와의 80년 전쟁을 계속하면서 바다로 장거리 탐사를 시작했다. 주식회사의 주식 거래에서의 네덜란드의 혁신은 네덜란드 연합주와 런던에서 판매된 주식 재원으로 탐사에 자금을 지원할 수 있게 했다. 그들은 북미, 인도 및 인도네시아(말루쿠 제도)에 식민지를 건설했다. 그들은 또한 사략선 운용에서도 계속 성공을 거두었다. 1628년에 피트 하인 제독은 스페인의 대규모 보물 함대를 성공적으로 나포한 유일한 지휘관이었다. 네덜란드 동인도 회사의 많은 장기간의 항해로, 그들의 사회는 이후 동인도 회사에 의한 관료 계급과 제도적 지식을 구축했으며, 영국은 이것을 모방했다.
17세기 중반, 네덜란드는 아시아에서 포르투갈을 대체하는 주요 유럽 상인이 되었다. 특히, 동인도에서 포르투갈의 무역소 대부분을 인수하여 네덜란드는 엄청난 수익을 올리는 향신료 무역에 대한 통제권을 얻었다. 이것은 플류트 범선 형식의 저비용 대량생산이 가능해진 네덜란드 상선의 엄청난 성장과 동시에 일어났다. 곧 네덜란드인들은 다른 모든 나라들 보다 더 많은 상선을 보유한 유럽 최대의 상선 함대를 보유하고 있었으며, 유럽(특히 발트해) 무역과 장거리 무역에서 지배적인 위치를 차지했다.
1648년 네덜란드 공화국은 스페인과 뮌스터 평화 조약을 체결했다. 네덜란드 공화국의 권력 분열로 인해, 육군과 해군은 스타트허우더의 권력의 주요 기반이었지만, 할당된 예산은 네덜란드 의회에 의해 결정되고 있었다. 평화가 도래하자 의회는 대부분의 네덜란드 군대를 해체하기로 결정했다. 이것은 주요 네덜란드 도시와 새로운 스타트허우더, 오라녜 공 빌럼 2세 사이의 충돌로 이어졌고, 공화국은 내전의 위기에 처하게 되었다. 1650년 스타트허우더의 예기치 못한 죽음은 정치적 긴장감을 더했다.

## 제1차 전쟁 (1652 ~ 1654)
청교도 혁명 전쟁 중에 상실한 잉글랜드의 해운과 무역의 지위를 회복하고자 올리버 크롬웰은 1651년 항해조례를 발표했다. 이는 잉글랜드의 무역과 어업을 보호하기 위해 네덜란드인과 그 선박을 배제하려는 것이 직접적인 목적이었다. 이로 인하여 1652년부터 1654년에 걸쳐 올리버 크롬웰의 잉글랜드 공화국과 네덜란드 공화국 사이에서 잦은 분쟁이 벌어졌다. 잉글랜드 함대는 동인도 제도 등에서 아시아의 특산물을 가득싣고 귀국하는 네덜란드 함대를 영국 해협에서 공격하고 나포하기 시작했다. 이 때문에 처음에는 잉글랜드 해협의 제해권이 초점이 되었다.
당시 네덜란드의 조선 능력은 세계 최고 수준으로 네덜란드에서 만든 대형 군함은 이미 수출 상품으로 자리매김하고 있었다. 그러나 대 함대를 보유하지 않는 정책을 유지했다. 소형함 중심의 네덜란드 함대가 대형함 중심의 스페인 함대에 항상 승리를 했고, 항로의 보호를 위해 다수의 소형함을 가지고 있는 것이 편리하다 등의 이유로 부르주아 정치인들은 대형 군함 건조를 승인하지 않았다. 또한 네덜란드의 해안은 수심이 얕기 때문에 흘수가 깊은 대형함을 운용하기 어려운 사정도 있었다.
이에 반해 잉글랜드 측은 장비를 잘 갖춘 대형 군함을 투입하여, 단종진이라는 전술을 펼치는 네덜란드 해군과 충돌했다. 요한 드 위트 등 일부 진보적 정치인과 현장의 해군 장교들은 대형함의 필요성에 대해 인식하고 있었지만, 대응은 늦었다. 1652년에서 1653년까지 네덜란드의 마르턴 트롬프 제독은 로버트 블레이크가 이끄는 우세한 잉글랜드 해군에 분전했지만 장비의 차이는 극복하지 못했다. 결국 잉글랜드는 굿윈샌즈 해전과 플리머스 해전과 켄티쉬 노크 해전에서 승리를 거두었다. 네덜란드는 1652년 12월에 던지네스 해전에서 대승을 거두었지만, 포틀랜드 해전에서 패했다. 중상을 입은 브레이크와 교체된 조지 뭉크는 갇바드 해전에서 네덜란드 해군에 승리를 거두었다. 헤이그 근해의 스헤베닝언 해전에서는 트롬프 제독이 전사하고 네덜란드는 잉글랜드 해협의 제해권을 잃었다. 네덜란드 함대는 스코틀랜드의 북쪽을 크게 우회하여 네덜란드 본국으로 귀국해야 했다.
잉글랜드 해군은 네덜란드의 여러 항구를 계속 봉쇄했고, 무역 입국인 네덜란드는 큰 타격을 받은 것으로 알려져 있지만, 실제로 대단한 손해는 입지 않았다. 잉글랜드의 호국경이 있었던 크롬웰은 이상주의적인 개신교 국가인 영란의 대등한 합방론을 주창했지만, 1654년 4월 화의에 따라 〈웨스트민스터 조약〉이 체결되면서 전쟁은 끝났다.
이로써 17세기 전반 경제적 번영을 구가하던 네덜란드가 곧이어 쇠퇴의 길을 걷는 전조가 되었다.

## 제2차 전쟁 (1665 ~ 1667)
네덜란드는 재정을 정비하고 해군을 확장하여 무역을 진흥시켰으나, 잉글랜드는 1660년의 왕정복고 후 찰스 2세가 항해 조례를 갱신하고, 1664년에는 아메리카 대륙의 뉴네덜란드를 침략하여 뉴암스테르담을 점령하고 이를 뉴욕으로 고쳤다.
다음 해 1665년 3월 잉글랜드가 네덜란드에 선전포고하여 2차 전쟁이 개시되었다. 잉글랜드는 로스토프트 해전에서 네덜란드 해군을 무찔렀으나, 이후 프랑스가 네덜란드 편을 들어 참전했고 잉글랜드의 동맹국 뮌스터 공국도 참전했으나 프랑스에게 패배했다.
이번 전쟁에서는 1665년 흑사병과 1666년 런던 대화재로 잉글랜드가 밀려 1667년 6월에 메드웨이 해전에서 네덜란드의 미힐 더 라위터르 제독이 템스강에 침입하여 하구를 봉쇄하는 등 전과를 올렸다. 1667년 7월에 〈브레다 조약〉(Treaty of Breda)으로 종결되었다.
브레다 조약의 주요 내용은
1. 양국의 영토는 대략 현 상태를 유지한다.
2. 잉글랜드는 뉴암스테르담(오늘의 뉴욕)을 얻고, 네덜란드는 수리남을 확보한다.
3. 항해 조례를 수정하고 1662년 통상조약을 재확인한다.

동시에 잉글랜드와 프랑스 간에도 조약이 체결되어, 잉글랜드는 아카디아를 프랑스에 양도하고 서인도 제도의 영토를 얻었다.

## 제3차 전쟁 (1672 ~ 1674)
프랑스 국왕 루이 14세가 행한 침략전쟁 중의 하나로, 네덜란드의 무역 독점 타파를 목적으로 하였다. 더 직접적인 원인은 네덜란드가 프랑스 망명자를 비호한 데 있다. 전쟁 준비로서 루이 14세는 앞서의 3국 동맹(네덜란드, 잉글랜드, 스웨덴)을 타파하고자 1670년에는 잉글랜드와 도버 밀약을 맺고, 1672년에는 에스파냐와 그리고 독일 제후들과 결탁하였다. 1672년 프랑스군은 라인강을 건너서 네덜란드에 침입하였다. 네덜란드에서는 요한 더 빗이 암살되고 오렌지공 윌리엄이 총독이 되어 수문을 열고 홍수전술(洪水戰術)로 항전하였다.
1673년과 1674년 네덜란드는 브란덴부르크 선제후 프리드리히 빌헬름, 황제 레오폴트 1세, 그리고 에스파냐와 동맹을 맺고, 또 잉글랜드와도 화해를 함으로써 프랑스에 대해 외교전술로 대항하였다. 전투는 네덜란드와 알사스, 그리고 지중해에서 장기간에 걸쳐 진행되었으며, 1678년 네이메헌 화약으로서 종막을 내렸다.
네이메헌 화약은 프랑스-네덜란드(1678년 8월 10일), 프랑스-에스파냐(1678년 9월 17일), 독일 황제-프랑스-스웨덴(1679년 2월 6일), 네덜란드-스웨덴(1679년 10월 12일), 프랑스-덴마크 간(1679년 9월 2일), 덴마크-스웨덴(1679년 9월 26일) 사이에 체결된 여러 조약의 총칭이다.
이 조약에 의해서 네덜란드는 모든 영토를 회복하고 중립을 약속하였으며, 에스파냐는 프랑스에 프랑슈콩테와 그 밖의 동북 국경의 몇 개의 도시를 양보하고, 레오폴트 1세는 프랑스에 일부의 영토를 양보하였다.

## 제4차 전쟁 (1780.12.20~ 1784.5)
제4차 영국-네덜란드 전쟁은 영국이 1780년 12월 20일에 네덜란드에 전쟁을 선포하고 1781년에 네덜란드 해안을 봉쇄한 뒤 서인도 제도와 동인도 제도를 점령해 영국에게 유리하게 되었다. 1781년 8월에 네덜란드는 마지막으로 도거뱅크 해전에서 승리했으나 그 후 함대를 조직하지 못해 1784년 5월에 네덜란드의 항복으로 종결되었다. 이 4차례 전쟁으로 네덜란드의 위신은 떨어지고 세계 강대국 지위를 상실했다. 영국이 해양강국으로 부상했다.